# Cadjanine Z
Cadjanine Z, sponsorisée et re-nommée Citizenguard Cadjanine Z, est une jument baie du stud-book Zangersheide née en 2002, propriété du Belge Alain van Campenhout. Elle concourt au plus haut niveau en saut d'obstacles, en changeant de très nombreuses fois de cavalier.

## Histoire

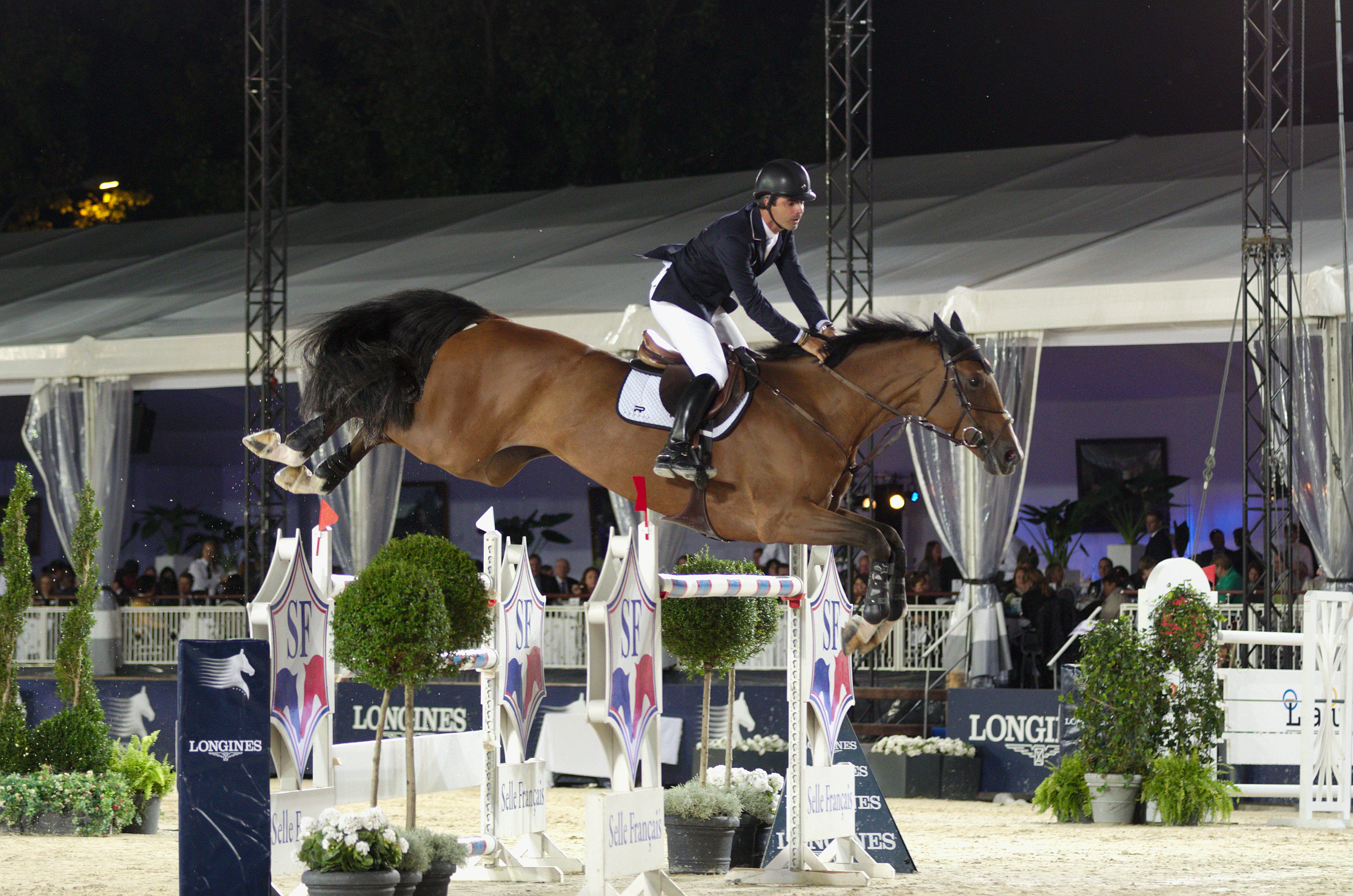
Rodrigo Pessoa et Cadjanine Z à Lausanne sur une épreuve du Global Champions Tour en 2013

La jument a commencé sa carrière internationale avec le Belge Patrik Spits. En mars 2012, elle intègre les écuries de Grégory Wathelet, le meilleur cavalier belge de l'époque, et participe aux Jeux Olympiques de Londres en 2012. Elle est ensuite confiée au brésilien Rodrigo Pessoa de juillet 2013 à avril 2014, avec qui elle décroche le Grand Prix du CSI 4*-W de Wellington. À la suite d'un désaccord avec le propriétaire, elle échoit à un jeune cavalier belge, Constant van Paesschen, et remporte sa première Coupe du monde en mars 2014. Elle est louée au cavalier syrien Amre Saber Hamcho en vue de sa préparation pour les Jeux équestres mondiaux de 2014,, puis confiée à Élodie Laborde, l'épouse du propriétaire et patron de Citizenguard Alain Van Campenhoud, pour les Gucci Masters. En septembre 2015, la jument retrouve Rodrigo Pessoa.
La jument est jugée insuffisamment préparée pour les Jeux olympiques de Rio par le sélectionneur de l'équipe brésilienne, par conséquent, le couple Pessoa-Cadjanine n'est que réserviste de l'équipe de CSO du Brésil.

## Palmarès
Elle est 144e du classement mondial des chevaux d'obstacle établi par la WBFSH en octobre 2012, puis 199e en octobre 2013, et 71e en octobre 2014.
- Vainqueur de la 7e WEF Cup en février 2014 à Wellington[11].
- 15e des Jeux olympiques d'été de 2012 à Londres avec Gregory Wathelet[1]

## Origines
| Origines de Cadjanine Z      | Origines de Cadjanine Z | Origines de Cadjanine Z | Origines de Cadjanine Z |
| ---------------------------- | ----------------------- | ----------------------- | ----------------------- |
| Père Canabis Z               |                         |                         |                         |
|                              |                         |                         |                         |
|                              |                         |                         |                         |
|                              |                         |                         |                         |
| Feinschnitt I Van de Richter |                         |                         |                         |
|                              |                         |                         |                         |
|                              |                         |                         |                         |
|                              |                         |                         |                         |
| Mère Fatima Z                |                         |                         |                         |
|                              |                         |                         |                         |
|                              |                         |                         |                         |
|                              |                         |                         |                         |
|                              |                         |                         |                         |
|                              |                         |                         |                         |
|                              |                         |                         |                         |
|                              |                         |                         |                         |